# Furnér- és Lemezművek
A Furnér- és Lemezművek (Furlem) egy nagy múltú budapesti fafeldolgozó vállalat volt (1044 Budapest, Váci út 60.). Igazgatója dr. Prazsák János.

## Története
1834-ben alakult meg, alapítója Löwy Izsák és Löwy Dávid volt. 1931-től részvénytársaságként működött. A két világháború közötti időszakban egyes források szerint Közép-Európa legnagyobb faipari üzeme volt, különlegesebb gyártmányait a világ legkülönbözőbb helyeire exportálta, a Dél-afrikai Unióban fióktelepet is létesített. Ekkoriban elsősorban fűrészelt keményfák, furnérok, enyvezett falamezek és dobozok tartoztak a gyártmányai közé. Az 1940-es évek elején újpesti telepén mintegy 700 munkást és 60 tisztviselőt foglalkoztatott, villanyerőre berendezett üzemének gépi ereje körülbelül 370 HP volt, bruttó évi forgalma elérte a 7.000.000 pengőt. Szociális intézményeket működtetett (aggok háza, kaszinó, sportegyesület stb.), termékei nemzetközi kiállításokon számos díjat nyertek el. A vállalat nevéhez fűződik az enyvezett lemezek elterjesztése Magyarországon és a környező országokban.
A második világháborút követő időszakban a bútoripar felvirágzásával egyidejűleg ismét növekedett a szerepe. A gyárat a rendszerváltozást követően felszámolták, majd nem sokkal később fizikailag is elbontásra került. Iparvágány kapcsolata a Külső Váci úti vontatóvágány felé volt.
1976-tól több más fafeldolgozó üzemmel (Hárosi Falemezművek, Első Magyar Mechanikai Hordógyár) együtt Fűrész-, Lemez- és Hordóipari Vállalat néven működött a rendszerváltásig. A vállalat rendelkezett a fentieken kívül egy szolnoki és egy ceglédi részleggel is. Fő termékei fűrészáruk; ragasztott, préselt, és rétegelt lemeztermékek; farugók; furnérok; hordók; és virágedények voltak az 1990-es években.